# Tros (pel·lícula)
Tros és una pel·lícula catalana del 2022 dirigida per Pau Calpe. És un drama rural amb elements criminals i de thriller ambientat al Segrià, basat en la novel·la homònima escrita per Rafael Vallbona. El film és protagonitzat per Roger Casamajor i Pep Cruz, i el càsting barreja actors professionals i amateurs.
Es va estrenar el 25 de febrer del 2022 i fou nominada al Gaudí a la millor pel·lícula.

## Argument
En Joan és un pagès vell i esquerp que a causa de l'augment de furts al camp, decideix d'unir-se a les patrulles nocturnes veïnals que vigilen les terres, acompanyat del seu fill Pepe.

## Repartiment
- Pep Cruz com a Joan
- Roger Casamajor com a Pepe
- Eduard Muntada com a Duard
- Ana Torguet com a Cinta

## Premis i reconeixements
- Premi al millor llargmetratge - òpera prima en la 45a edició del Festival Internacional de Cinema d'Elx[3]